# Alli Nissinen
Alina "Alli" Augusta Nissinen, född 26 december 1866 i Idensalmi, död 11 april 1926 i Helsingfors, var en finländsk lärare, författare och politiker. Nissinen var en tongivande personlighet inom Finlands kvinnorörelse och var i flera år verksam inom Martharörelsen. Hon var även lantdagsledamot för Ungfinska partiet 1907–1909.

## Biografi
Nissinen var dotter till jordbrukaren Paavo Nissinen och Magdalena Lappalainen. I familjen föddes nio barn. Nissinen genomgick flickskolan i Kuopio, där hon blev bekant med Minna Canths barn och delvis med Canth själv. Efter att Nissinens mor avled 1885, lämnade Nissinen skolan för att återvända hem och bidra till familjeförsörjningen.
1888 erhöll hon sin lärarexamen från Helsingfors finska fortsättningsläroverk och undervisade sedan vid Helsingfors finska samskola. Där blev hon god vän med skolans chef, författaren och kvinnorättskämpen Lucina Hagman. 1894 köpte hon skolan av Hagman och kom att leda den fram till sin död.
Nissinen var medlem av Finsk kvinnoförening, men övergick till Kvinnosaksförbundet Unionen när denna bildades 1892. Där kom hon att vara verksam i över tjugo år och hade samtidigt en ledande roll inom Konkordiaförbundet. 1899 var Nissinen med om att grunda föreningen Bildning i hemmen, som sedermera ombildades till Martharörelsen. När rörelsen splittrades i en svensk och en finsk falang, blev Nissinen ordförande för den finska delen av förbundet. Tillsammans med förbundets sekreterare Fanny Hult grundade hon tidningen Emäntä, för vilken hon skrev över 200 artiklar. Nissinen var även medlem i Kvinnokagalen.
Den kvinnliga rösträttens genomförande 1906 var en stor seger för den finska kvinnosaksrörelsen och året därpå röstades Nissinen in som lantdagsledamot för Ungfinska partiet. Hon blev därmed en av Finlands första kvinnliga lantdagsledamöter. Som sådan ägnade hon sig bland annat åt juridiska, äktenskapsjuridiska och utbildningsrelaterade frågor; bland annat föreslog hon att lärare skulle tjäna lika mycket oavsett kön.
Nissinen var en mångsidig författare och publicerade böcker om såväl politik och religion, som dikter och pjäser. Hennes mest kända dikter är troligen Jänis istui maassa, Äidin silmät och Piiri pieni pyröi. Hon översatte även en mängd böcker, däribland Bertha von Suttners Ned med vapnen, som utkom på finska under namnet Aseet pois 1892. Nissinen hade många nära vänner inom kultureliten, till vilka hörde Jenny Spennert, Ida Aalberg och Alma Fohström. Hon var också vän till konstnären Amélie Lundahl, som lärde Nissinen att måla.
Nissinen avled 1926 och är gravsatt på Sandudds begravningsplats i Helsingfors.

### Läroböcker
- 1891 – Maantieteellinen luettelo valmistavia kouluja ja kotiopetusta varten. WSOY
- 1899 – Lasten lukukirja: oppikirja kouluja ja kotia varten. Werner Söderström
- 1925 – Lukukirja valmistavan koulun ylintä luokkaa varten. Otava

### Översättningar
- 1890 – Maan ympäri : kertomus nuorisolle, av Hermann Meissner. Edlund
- 1892 – Aseet pois, av Bertha von Suttner. Otava
- 1895 – Lukemisia lapsille 7:äs osa (tillsammans med Kaarlo Forsman), av Zacharias Topelius. Werner Söderström
- 1896 – Kansankoulun maantiede, av Ragnar Hult & Gottfrid Petrus Bernhard Bordmann. Weilin & Göös
- 1897 – Lukemisia lasille 8:as osa, tillsammans med Kaarlo Forsman, av Zacharias Topelius. Werner Söderström
- 1899 – Jaloa kylvöä, av Zacharias Topelius. Werner Söderström
- 1901 – Käsikirja yksinkertaisessa puutarhanhoidossa : kansaa varten, av Alexandra Smirnoff. Martta-yhdistys
- 1912 – Fredrika Runeberg, av Helena Westermarck. Martta-yhdistys
- 1944 – Kolme kuninkaantytärtä ynnä muita satuja, av P. Chr. Asbjørnsen & Jørgen Moe. Illustrerad av Helga Sjöstedt. Otava

### Pjäser
- 1916 – Kun Martta-yhdistys perustettiin Korpikylään : näytelmä Aino Pitkäsen vuorokeskustelusta saamansa alkuaiheen mukaan. Martta-yhdistys